# Orlik niebieski
Orlik niebieski (Aquilegia coerulea) – gatunek rośliny z rodziny jaskrowatych. Występuje w Górach Skalistych od Montany i Idaho na północy po Nowy Meksyk i Arizonę na południu.

## Morfologia
ŁodygaWysokość zmienna od 20–60 cm.
LiścieDuże, szaro-zielone, trójlistkowe, dwukrotnie podzielone.
KwiatyO zmiennej barwie od jasnoniebieskiej (stąd nazwa), do białej, jasnożółtej i różowej, często zdarzają się również kwiaty dwubarwne. Osadzone są na długich szypułkach. Działki z właściwą dla orlików hakowato zagiętą ostrogą. Korona kwiatu z pięciu płatków bezostrogowych.

## Galeria

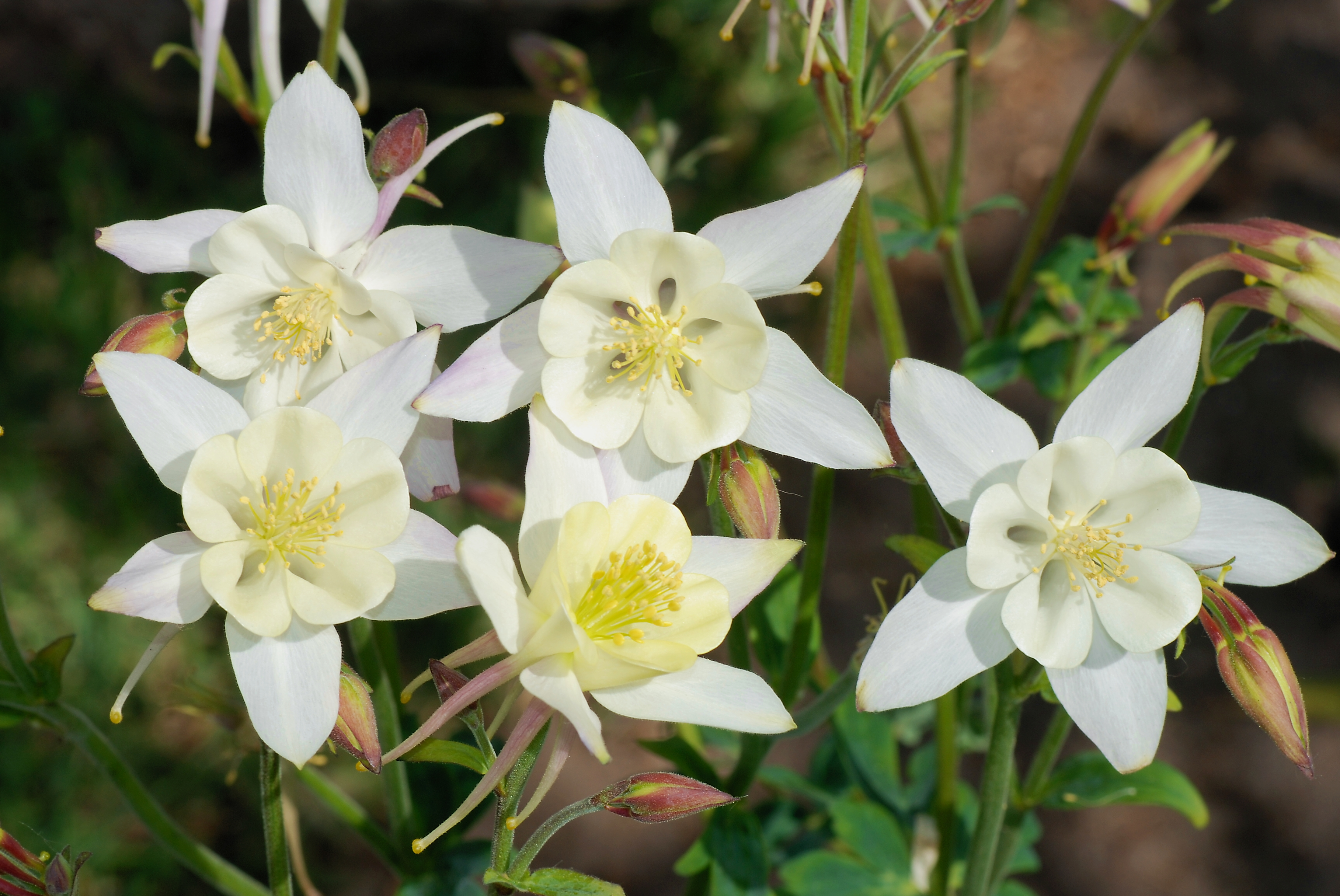
Orlik o kwiatach białych
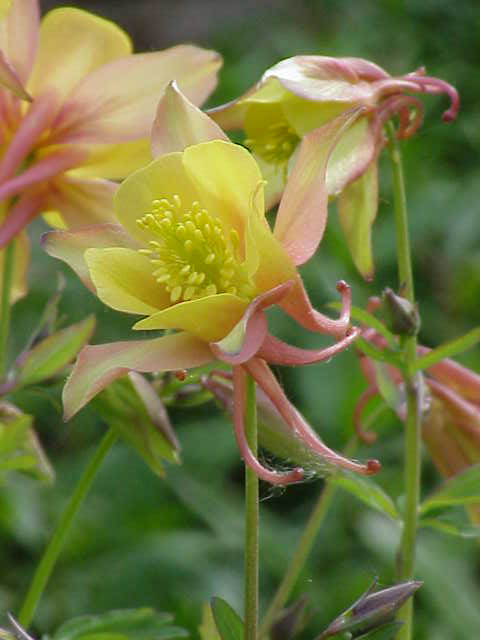
Orlik o kwiatach żółto-różowych
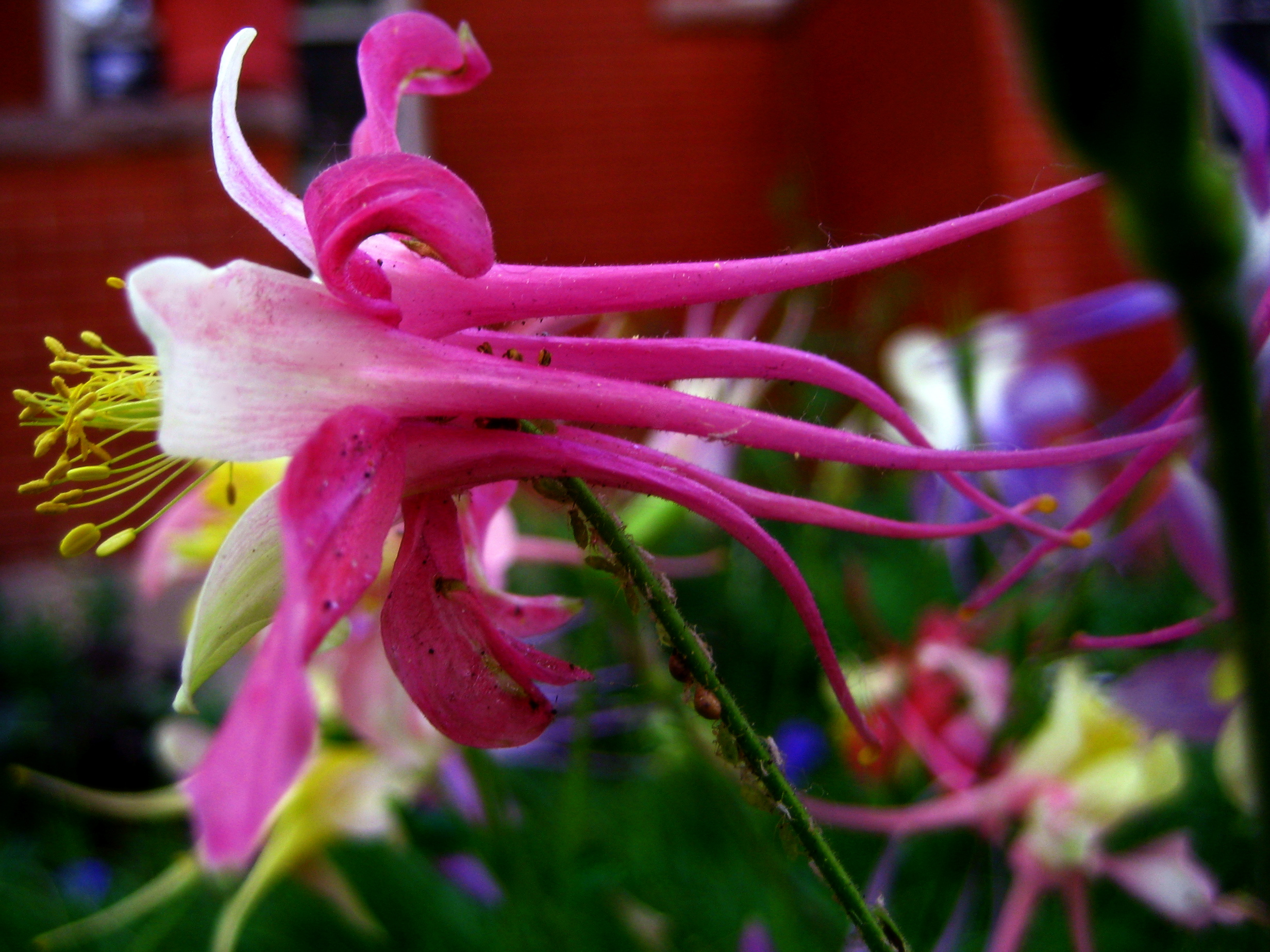
O barwie różowo-białej